# Auguste Pomel
Pour les articles homonymes, voir Pomel.
Nicolas Auguste Pomel est un paléontologue, géologue, botaniste et homme politique français, né le 20 septembre 1821 à Issoire et mort en août 1898.

## Biographie
Il travaille comme garde des mines pendant 23 ans, dont 20 en Algérie, à Oran (Algérie) et devient un spécialiste des vertébrés fossiles d’Afrique du Nord. Il obtient un titre de docteur ès sciences à la faculté de Paris en 1883 avec deux thèses intitulées Classification méthodique et “genera” des échinidés vivants et fossiles et Contribution à la classification méthodique des crucifères.
Il réalisa de très nombreux travaux sur la géologie de l'Algérie. Il enseigna pendant plus de 7 ans la géologie et la minéralogie à l'École supérieure des Sciences d'Alger, qu'il dirigea de 1883 à 1888.
Il fut élu conseiller général du département d'Oran de 1871 à 1880 et en fut le président pendant 6 ans. Il fut également sénateur d'Oran et siégea au Sénat (Gauche républicaine) de 1876 à 1882.

## Distinctions
Auguste Pomel a été nommé chevalier de la Légion d'honneur le 7 avril 1887. L'insigne lui a été remise par Marcellin Berthelot, Ministre de l'Instruction publique et des Beaux-arts.
Il a été officier de l'Instruction publique du 15 avril 1882.
Il a reçu la médaille d'argent au congrès de la Sorbonne de 1868 pour ses travaux géologiques et la médaille d'or à celui de 1873 pour son étude sur le Sahara.

## Liste partielle des publications
- Catalogue méthodique et descriptif des vertébrés fossiles découverts dans le bassin hydrographique supérieur de la Loire et surtout dans la vallée de son affluent principal l'Allier (J.-B. Baillière, Paris, 1853).
- Nouveau guide de géologie, minéralogie et paléontologie (Deyrolle fils, Paris, 1869).
- Le Sahara : observations de géologie et de géographie physique et biologique, avec des aperçus sur l'Atlas et le Soudan et discussion de l'hypothèse de la mer saharienne à l'époque préhistorique (Association ouvrière V. Aillaud, Alger, 1872).
- Paléontologie, ou Description des animaux fossiles de la province d'Oran (A. Perrier, Oran, 1872).
- Description et carte géologique du massif de Milianah (Savy, Paris, 1873).
- Paléontologie, ou Description des animaux fossiles de l'Algérie (deux volumes, A. Jourdan, Alger, 1885-1887).
- Carte géologique de l'Algérie... Description stratigraphique générale de l'Algérie (Alger, 1890).
- Auguste Pomel, Matériaux pour la flore atlantique, Oran, 1860, 16 p. (lire en ligne)
- Auguste Pomel, Nouveaux matériaux pour la flore atlantique, Paris et Alger, Savy, 1874-1875, 399 p. (lire en ligne)